# Día Mundial contra la Lepra
El Día Mundial de la Lepra es una jornada conmemorativa que se celebra anualmente el último domingo de enero desde 1954, establecida por Raoul Follereau, la OMS ha participado activamente en campañas y actividades relacionadas con este día, especialmente desde 2016.

## Proclamación
El Día Mundial de la Lepra se celebra el último domingo de enero, una tradición iniciada en 1954 por el periodista francés Raoul Follereau (1903–1977) . Este día conmemora la lucha contra la lepra o enfermedad de Hansen, honrando la memoria de Mahatma Gandhi, quien mostró compasión por los afectados por esta enfermedad. La Organización Mundial de la Salud (OMS) ha desempeñado un papel crucial en esta causa. Esta conmemoración refleja una larga historia de preocupación por la lepra, ya destacada por las acciones de la Segunda Asamblea Mundial de la Salud en 1950.

## Temas
- 2016: Abordando el estigma y la discriminación.[4]
- 2017: Lograr Cero transmisión y discapacidades.[4]
- 2018: Cero discapacidades en niñas y niños.[4]
- 2019: Terminar con el estigma, la discriminación y el prejuicio.[5]
- 2020: Acelerando hacia un mundo libre de lepra[4]
- 2021: Combatir la Lepra, acabar con el Estigma y Advocar por el Bienestar Mental.[6][7]
- 2022: Unidos por la dignidad.[8][1]
- 2023: Actúa Ahora. Acaba con la Lepra.[9]
- 2024: Vencer la Lepra.[10]
- 2025: Unir. Actuar. Eliminar.[11](en inglés: Unite. Act. Eliminate).